# 9 Lives (album d'AZ)
Pour les articles homonymes, voir Nine Lives.
Albums de AZ
S.O.S.A. (Save Our Streets AZ)
(2000) Aziatic
(2002)
Singles
1. Problems
Sortie : 20 mars 2001
2. Everything's Everything
Sortie : 10 juillet 2001
3. AZ's Back
Sortie : 2002

9 Lives est le troisième album studio d'AZ, sorti le 12 juin 2001.
L'album s'est classé 4e au Top R&B/Hip-Hop Albums et 23e au Billboard 200.

## Liste des titres
| No  | Titre                                                                             | Contient un (des) sample(s) de                                      | Durée |
| --- | --------------------------------------------------------------------------------- | ------------------------------------------------------------------- | ----- |
| 1.  | Intro (Produit par Big Shy)                                                       | I Can't See Me Without You du Main Ingredient                       | 1:28  |
| 2.  | What Cha Day About (featuring Ali Vegas – Produit par Qu'ran Goodman)             | Needed de The Hues Corporation                                      | 4:03  |
| 3.  | I Don't Give a Fuck (Produit par Chop D.I.E.S.E.L.)                               | Hate Me Now de Nas featuring Puff Daddy                             | 3:36  |
| 4.  | At Night (Produit par Chop D.I.E.S.E.L.)                                          | Sara Smile d'Impact                                                 | 3:53  |
| 5.  | AZ's Back (Produit par Derryck « Tank » Thornton)                                 |                                                                     | 3:35  |
| 6.  | Problems (Produit par Chop D.I.E.S.E.L.)                                          | All This Love de DeBarge                                            | 4:08  |
| 7.  | Everything's Everything (featuring Joe – Produit par DJ Eddie F et Darren Lighty) |                                                                     | 4:36  |
| 8.  | That's Real (featuring Beanie Sigel – Produit par Bink Dogg)                      |                                                                     | 4:19  |
| 9.  | What Y'all Niggas Want (featuring Foxy Brown – Produit par Chop D.I.E.S.E.L.)     | Hang on Sloopy de David Porter                                      | 3:30  |
| 10. | Let's Toast (Produit par Mahogany Music)                                          | I Forgot to Be Your Lover des Mad Lads                              | 3:59  |
| 11. | How Many Wanna (featuring Amil – Produit par Miller Time)                         |                                                                     | 3:52  |
| 12. | Love Me (Produit par DR Period)                                                   | Love Me in a Special Way de DeBarge                                 | 3:42  |
| 13. | Quiet Money TBS (Produit par Tydro et Ty Fyffe)                                   | (If Loving You Is Wrong) I Don't Want to Be Right de Millie Jackson | 4:56  |
| 14. | Outro (Produit par Big Shy)                                                       |                                                                     | 0:40  |